# Martin de Furmendi
 (septembre 2022).

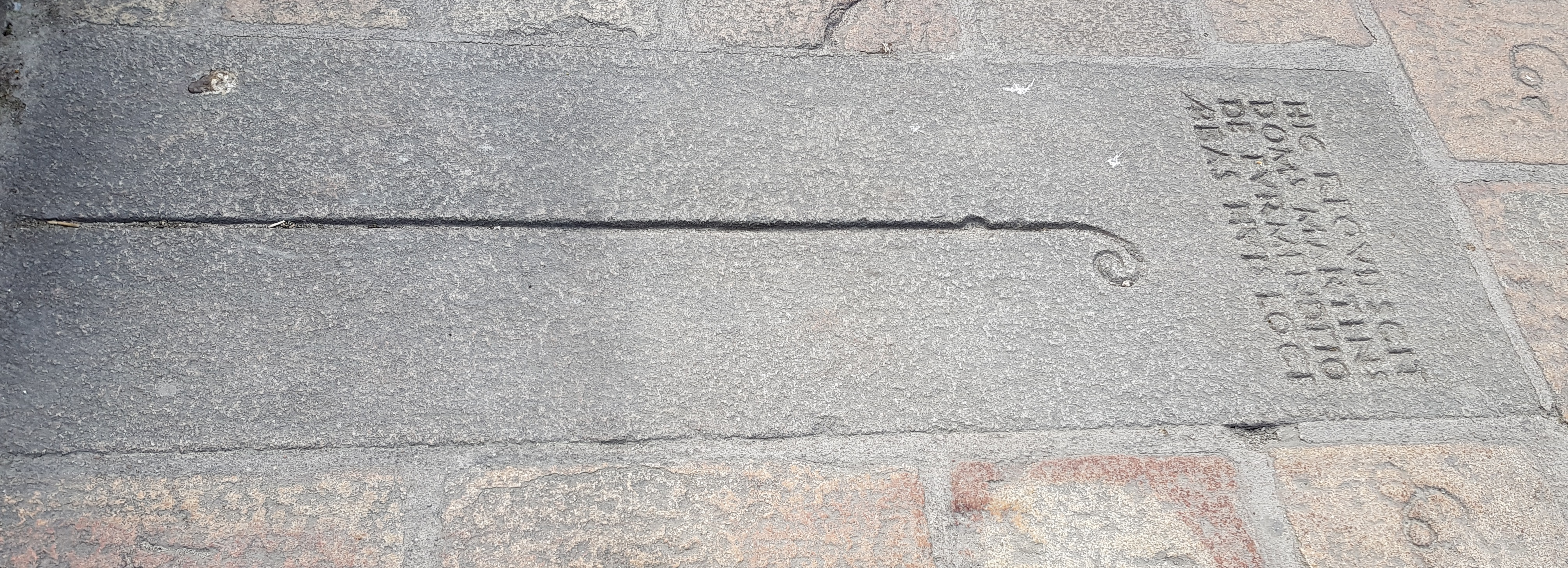
Pierre tombale de Martin de Furmendi (abbaye du Mont-Saint-Michel, terrasse ouest).

Martin de Furmendi, né au XIIe siècle et mort le 19 février 1191, est un bénédictin normand, dix-septième abbé du Mont Saint-Michel, de 1186 à 1191.
En 1186, le duc de Normandie Henri II, alors sur le penchant de son règne, vivait cependant encore. Les bienfaits de son administration qui, née dans les orages, s’était accomplie avec tant de splendeur, avaient bien effacé les conséquences funestes des dernières élections de l’abbé Geoffroy, de Richard de La Mouche et Robert Hardy, lorsque les moines avaient tenté de réaffirmer les privilèges de la règle de la règle de saint Benoit, leur permettant d’élire leur abbé, règle que le duc de Normandie, Richard le Bon avait sanctionnée lorsqu’il avait refondé le monastère, mais que Guillaume le Conquérant, avait ignoré en nommant directement les abbés, mais sans mettre fin aux le souvenir de ces épreuves.
Il est probable que les religieux restèrent treize mois, après le coup cruel de la double et concurrente prélature de Richard de La Mouche et Robert Hardy qui les avait frappés, sans élire un nouvel abbé, par dérobade devant la crainte des ressentiments du monarque, plutôt que devant la difficulté à choisir un successeur à un prélat aussi illustre que Robert de Torigni.
Le silence du prince et l’audace que les seigneurs voisins de leurs domaines puisaient dans cette vacance, les déterminèrent enfin à sortir des inconvénients de ce provisoire par une élection canonique. Leurs suffrages se réunirent sur Martin de Furmendi, moine profès de cette maison.
Cet abbé, s’inspirant aussitôt de l’intérêt actif dont son prédécesseur avait toujours couvert les biens confiés à sa vigilance, s’empressa de faire cesser les usurpations commises depuis la mort de Robert de Torigni.
Ces actes furent les seuls qui lui méritèrent la reconnaissance de ses moines, car une mort prématurée vint ravir les espérances que leur avaient inspirées ses intentions et ses vertus. II fut inhumé dans le monastère, auprès du tombeau de son prédécesseur.